# 马合苏提·穆依提

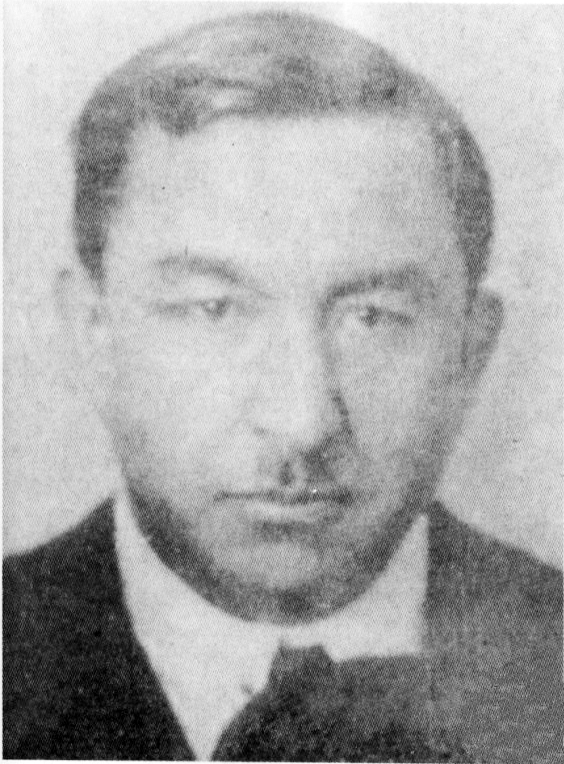
马合苏提·穆依提

马合苏提·穆依提（維吾爾語：مەخسۇت مۇھىتى‎，拉丁维文：Mexsut Muhiti，1885年—1933年3月）维吾尔族，新疆省吐鲁番县阿斯塔那人，维吾尔商人、教育家、革命家。1932年吐鲁番农民起义领袖。

## 生平

### 创办新式教育
马合苏提·穆依提出身自吐鲁番县阿斯塔那（汉名“三堡”）的一个巴依家庭。共有兄弟四人，他排行第二，其兄是莫索里·穆依提，三弟是马木提·穆依提（即日后的“马木提师长”），四弟是郭索里·穆依提。
清朝宣统元年（1909年），马合苏提·穆依提从俄国返回新疆时，邀请1905年毕业于喀山大学的塔塔尔族知识分子海达尔（又译海德尔·艾凡德）、沙依拉尼（又译赛拉尼）到新疆吐鲁番阿斯塔那办学。他们回到吐鲁番阿斯塔那后，开办新式学校遇到阻力。因当时社会盛行宗教保守思想，开办新式学校的条件尚不成熟。从宣统二年（1910年）起，海达尔只好在马合苏提·穆依提家里，为其孩子及亲属的子女教书。经马合苏提·穆依提宣传，海达尔的新式教学方法引发了更多人的兴趣。民国二年（1913年），经吐鲁番的一些进步人士支持，马合苏提·穆依提在阿斯塔那经文学堂旁边建起两层楼房，在此成立了一所新式文化学校。校舍坐南向阳，窗户宽大，房顶及地面为木结构。课程设有维吾尔语法、算术、历史、地埋、自然、经文、音乐、体育等等。在校学生除了来自吐鲁番县者，还有来自迪化、奇台县、鄯善县、鲁克沁、哈拉和卓等地者，起初有20多名学生，后来增加至40多名。该新式学校遭到政府的压制及宗教保守势力的强烈反对，他们不允许子女到该校学习，还劝其他人别去，并且散布谣言说，该校是革新派的学校，学生会变成异教徒。但他们的阴谋未得逞。在马合苏提·穆依提的支持及海达尔的授课下，该校越办越好。至1917年，第一期学生毕业。
从这期学生的优异成绩中，马合苏提·穆依提受到鼓舞。为在维吾尔族人中普及新式教育，民国6年（1917年）以后，他两度赴俄国，聘请塔塔尔族知识分子艾力·伊不拉音莫夫（又译艾里·依布拉音）、赫沙木·巴温（又译依沙木丁·艾凡德），夏依·谢日夫（又译夏里谢里甫）、哈山·法依米（又译亚里木）、穆依不拉（又译穆里拉·艾凡德）及其妻子古兰旦木·海比布勒列娜（又译古兰坦木）来新疆任教。首先，他派穆依不拉和古兰旦木夫妇在阿斯塔那（三堡）任教，穆依不拉将50多位男生分为两个班，订下新式教学法，用海达尔编写的教材授课。古兰旦木则将一间空房作为教室，为女生们上课。课程包括识字、语文、算术、地理、自然、音乐、品德、宗教以及服装制作、针线工艺、刺绣。古兰旦木为提髙教学质量、发展吐鲁番维吾尔族妇女的民族工艺花费了许多心血。
1919年，应马合苏提·穆依提之邀，艾力·伊不拉音莫夫到吐鲁番县城，在东门卡日阿吉清真寺内开办的学校任教。该校也是在马合苏提·穆依提倡导下开办。艾力·伊不拉音莫夫在此任教四年，用新式教学法给维吾尔族学生授课，直至1923年。在思想保守的毛拉及当地封建政权的排挤下，艾力·伊不拉音莫夫最终被迫离开吐鲁番，迁居阿勒泰。
鄯善县鲁克沁的塔依尔别克眼见马合苏提·穆依提在1913年至1917年间开办的新式文化学校取得实效后，也想开办此类学校。1920年，他在自家大院建起教室，将马合苏提·穆依提第二次赴俄国时聘请的塔塔尔族教师夏依·谢日夫请到鲁克沁任教。这所学校时称“塔依尔亚学校”。夏依·谢日夫应聘前来任教后，采用新式教学法。但任教仅仅九个月，鲁克沁王爷和思想保守的毛拉们便向杨增新的新疆省政府呈递诉状，声称夏依·谢日夫想造反，把学生引往邪道等等。新疆省政府随即将他逮捕，押送到迪化后秘密杀害，学校也被并入经文学堂。不久，塔依尔别克将马合苏提·穆依提聘用的塔塔尔族教师哈山·法依米请到鲁克沁，以教授宗教课的名义，在经文学堂继续用新式教学法，直至1930年初。
1919年，马合苏提·穆依提请来的赫沙木·巴温在奇台县城开办一所新式文化学校。学生有维吾尔族、乌孜别克族、哈萨克族。赫沙木·巴温在此工作至1932年。后来，该校更名为“古丽仙学校”，学制六年。1921年，在吐鲁番阿斯塔那任教的穆依不拉病逝。1923年秋，其妻子古兰旦木应奇台县乌孜别克族民众邀请，带着两个孩子到奇台县城，开办了当地第一所女子学校。一年后，古兰旦木因未能适应当地环境，在1924年迁居塔城。

### 准备起义
马合苏提·穆依提是知识分子，曾在1920年赴苏联经商，在苏联莫斯科的几年中，他接受进步思想，希望为人民解放事业奋斗。从苏联回到新疆迪化之后，他将该心愿告诉哥哥、弟弟以及包尔汉·夏依迪等人，鼓动他们一起斗争，并且创建了“坎兰木吐拉奇”（意为“小刀”）的七人组织，开展活动。时有传说：“马合苏提·穆依提已是共产党员。”
1931年，马合苏提·穆依提致信新疆哈密农民起义领袖和加尼牙孜阿吉，支持其行动，愿同其合作。该信是马合苏提·穆依提托迪化的心腹同乡玉素甫司机（又称玉素甫蒙古）送去。玉素甫化装为运粮的脚夫，从小路到哈密的山中，将信面呈和加尼牙孜阿吉。玉素甫回来时，带来和加尼牙孜阿吉的复信：“眼下一时离不开哈密，待稍后再往。”1932年春，马合苏提·穆依提又致信和加尼牙孜阿吉称：“吐鲁番起义的条件已成熟，如有可能，请到吐鲁番来共同举行起义。”该信仍由玉素甫送去。玉素甫此次开车到哈密，进城后停车，从小路进山将信交给和加尼牙孜阿吉。当时，由于哈密沿途已遭到严密封锁，玉素甫无法回来，便留在和加尼牙孜阿吉身边工作。

### 起义爆发
由于统治新疆的金树仁政权对吐鲁番人民的深重压迫，吐鲁番人民长期生活在水深火热之中，强烈期盼和加尼牙孜阿吉领导的哈密农民起义胜利，以推翻金树仁的统治。1932年11月，吐鲁番突然传说和加尼牙孜阿吉率兵已到鄯善，正同当地驻军交战。三堡人民闻讯，遂群起闯入当地几家开“当铺”、“放高利贷”、“卖鸦片烟”的汉人的院子中，抢走财物，烧掉帐本，打断他们的腿骨，由此开始造反。此时，马合苏提·穆依提率领几位乡约，到鄯善迎接和加尼牙孜阿吉来吐鲁番。他们到鲁克沁之后，才知道传言不实。到鄯善的并非和加尼牙孜阿吉，而是以马世明为首的二十多个回族、维吾尔族士兵。他们未攻下鲁克沁，已撤到迪坎尔村。马合苏提·穆依提面临两难：若将马世明等人带回三堡，他们没有力量和后台；若不带他们回三堡，可是三堡的人民已开始造反行动。经过商议，最后马合苏提·穆依提还是邀请马世明等人一起回三堡。他们途经二堡时，正逢马旅长派出一营部队，双方交火。三堡人民闻讯后，从四面八方前来围攻，经过数小时战斗，该营被歼灭，缴获大量枪弹。马合苏提·穆依提命令将这些枪弹全部下发给猎手及乡勇，组织起数百人的武装，马合苏提·穆依提充当指挥。吐鲁番人民便是这样在三堡打响了反金树仁政权的第一枪，吐鲁番起义正式开始。
起义军随后袭击了金树仁的新疆省军，获得大批武器弹药，以此装备了民众后，再向吐鲁番老城发起猛攻。进攻吐鲁番老城是起义军的第三次大仗。当时，防守吐鲁番老城的马旅长所部共有数千名士兵，防守严密。起义军经过准备，在夜间发动进攻，冲到城下，点燃城门，城上士兵慌忙逃走。马旅长见势已不支，即命令停止射击，打出白旗，随即派代表与起义军指挥马合苏提·穆依提等人谈判，并交出全部武器弹药。双方达成协定后，战斗随即停止。吐鲁番老城被起义军占领。
此后，起义军又准备进攻鄯善县城。当时，防守鄯善县城的是数千名武器装备精良的士兵，其中包括一个团的白俄归化军骑兵，有大炮及轻重机枪。起义军在出发之前，经过讨论，将部队组建如下：马合苏提·穆依提任总指挥，汉木都拉大毛拉、莫索里·穆依提、伊敏巴依阿吉任参谋长，马世明任师长，马木提·穆依提任旅长，指挥部设在三堡的穆依提兄弟们的大院内。此外，还以各地为主，分编为团、营、连各队。任命阿布都拉大毛拉（吐鲁番人）为吐鲁番部队的团长，尼亚孜（三堡人）为三堡部队团长，波拉提（二堡人）为二堡部队团长，依布拉音（洋海人）为鲁克沁部队团长，阿布都赛米（连木沁人）为托克逊部队营长，斯坎德尔（胜金、木里吐克人）为胜金、木里吐克部队连长。还将本地的回民编为两个团，团长由马世明自内地带来的回民担任。自此开始，起义者均被称为“战士”。此次组建工作开展了一周。准备就绪后，部队进军鄯善，在鄯善激战十二昼夜，未能攻下鄯善县城。后来，起义军用火攻城门，架设云梯登城，但均遭失败。
战斗到第十三天时，金树仁派盛世才率军队从哈密前来增援。他们在炮火掩护下，从起义军背后猛攻，起义军伤亡惨重，撤退到连木沁。盛世才军随即进军吐鲁番，起义军在连木沁、汗墩、胜金口等地试图截拦，但均失败。起义军遂放弃吐鲁番，退至托克逊。当时，总指挥马合苏提·穆依提举行紧急会议，决定派马世明、马木提率所部赴焉耆；总指挥马合苏提·穆依提则赴哈密，请和加尼牙孜阿吉前来，将哈密和吐鲁番的两支起义部队合并整编，之后重新夺取吐鲁番县、鄯善县、托克逊县，再推翻金树仁政权。依照该决定，马世明、马木提在1933年1月底率所部赴焉耆。总指挥马合苏提·穆依提则率领伊敏巴依阿吉参谋长、鲁克沁王爷沙依提，在波拉提团长的护送下抵达哈密。金树仁的省军遂控制了全部吐鲁番地区。

### 转赴哈密与战死
总指挥马合苏提·穆依提率领数百人马，从小路直奔哈密，在途中仅住一夜。到达哈密时，和加尼牙孜阿吉下山正同盛世才军队在
阿斯塔那地方作战。马合苏提·穆依提与和加尼牙孜阿吉在阿斯塔那地方见面后一再拥抱，并连续数天会谈。和加尼牙孜阿吉在会谈中谈到：
“你托玉素甫捎来的信，我收到了，因那时情势紧张，没法去吐鲁番，当时有人建议把甘肃的马仲英请来，我同意了这个意见，就派人把他接来。但他却使我大为失望，马仲英口头上说帮助我们夺取新疆政权，但实际上呢，连哈密也没有帮助我们夺下来。可是，他看到我们新缴获的枪弹，就眼红了：竟以腿部中弹为由，要溜回甘肃。我曾让他把新缴获的枪弹留一部分给我们，而他却扯谎说：‘可以，明天给你交一部分。’但是，他于当天晚上就逃之夭夭。当盛世才得知此情后，就向我们进攻，不断地加强攻势。于是，情势变得非常紧张。尧乐博斯、乌斯满阿吉等人也怕得要死，扔下了我们逃往甘肃，所以，就没法去吐鲁番。我对马仲英是很恼火的，是不满意他的。”
和加尼牙孜阿吉还说：“蒙古人和俄罗斯人（分别指蒙古人民共和国、苏联）在各方面一直是帮助我的。”马合苏提·穆依提问他：“马世明是你派去的吗？”和加尼牙孜否认。 二人会谈一周，经马合苏提·穆依提反复邀请，和加尼牙孜阿吉终于同意同赴吐鲁番。和加尼牙孜阿吉率部下库尔班道尔尕、沙里道尔尕、苏菲阿洪、尼牙孜团长等人和士兵，同马合苏提·穆依提等人于1933年2月底自哈密起程，进军吐鲁番。他们在路上走了三日，在瞭墩停留了数日后，抵达鲁克沁。吐鲁番县、鄯善县、托克逊县人民得知该消息后非常高兴，成群结队到鲁克沁迎接。汉木都拉大毛拉也率众抵达。
马合苏提·穆依提到达瞭墩时，便写信派人赴焉耆催马木提等人赶紧返回。但马木提等人未赶来之前，盛世才得知马合苏提·穆依提等人已到鲁克沁，便派出数百名白俄归化军骑兵团，带着重型大炮前来进攻。马合苏提·穆依提等人在城堡内防守三昼夜，但归化军攻势极为猛烈，起义军方面弹尽粮绝，伤亡惨重，不得不弃城堡撤走。归化军攻进城堡后，残酷屠杀居民，焚烧房屋，造成极为惨重的死伤。在此次战斗中，马合苏提·穆依提总指挥以及汉木都拉大毛拉两位起义军领导人牺牲。盛世才军队将马合苏提·穆依提的头砍下，悬挂在鲁克沁、三堡等地的树上示众。起义军撤离城堡1小时之后，才得到马合苏提·穆依提总指挥等人的死讯，和加尼牙孜阿吉放声痛哭说：“马合苏提呀！与其你死，还不如我死。”